# Greg Iles
Greg Iles (Stoccarda, 8 aprile 1960 – 15 agosto 2025) è stato uno scrittore statunitense.

## Biografia
Nacque in Germania, dove il padre medico dirigeva la clinica dell'ambasciata statunitense. Trasferitosi negli USA, crebbe a Natchez (Mississippi) e nel 1983 si diplomò all'Università del Mississippi.
Per molti anni fece parte di una band musicale, i "Frankly Scarlet", finché non decise di rinunciarvi per stare più vicino alla propria famiglia. Si dedicò alla scrittura.
Nel 1992 pubblicò il suo primo romanzo, Spandau Phoenix, un thriller sul criminale nazista Rudolf Hess: il libro entrò subito nella classifica dei bestseller del New York Times.
Anche se si dedicò a tempo pieno alla carriera di scrittore, non rinunciò del tutto alla musica. Iles fece parte di un gruppo musical-letterario, i Rock Bottom Remainders, che comprendeva Dave Barry, Ridley Pearson, Stephen King, Scott Turow, Amy Tan, Mitch Albom, Roy Blount, Jr., Matt Groening, e James McBride. Nel 2013 scrisse Hard Listening: The greatest rock band ever (of authors) tells all (2014) con il gruppo. L'ebook combinava saggi, fiction, meditazioni, carteggi email e conversazioni, foto, audio- e videoclip nonché quiz interattivi per offrire al lettore uno sguardo sulle vite private di questi scrittori/musicisti.
Nel 2002 il regista Luis Mandoki portò sullo schermo il suo romanzo Ore di terrore; il film, intitolato 24 ore, vide come protagonista Charlize Theron nel ruolo di Karen e Kevin Bacon in quello di Hickey.
Il 7 marzo 2011, Iles fu coinvolto in un terribile incidente stradale mentre percorre la statale 61 in Mississippi. Un pick-up condotto dalla diciannovenne Elizabeth Moore penetra nello sportello della sua auto dal lato del conducente. Subisce un politrauma: arto inferiore destro (gli venne amputata la gamba sotto il ginocchio), fratture costali multiple, fratture del bacino e una lacerazione dell'aorta. Rimase otto giorni in coma farmacologico durante i quali perse il padre, medico, che egli considerava il proprio mentore. In quel periodo stava scrivendo L'affare Cage. Al suo risveglio, la sua visione della vita è cambiata. In seguito a quell'esperienza, decise di dare un seguito al suo ultimo romanzo e farne una trilogia.
A Greg Iles in seguito venne diagnosticato un mieloma multiplo, che l'avrebbe poi stroncato nel 2025.

## Opere
- 1992 - Spandau Phoenix (Spandau Phoenix), Rusconi (ISBN 88-18-58033-7)
- 1995 - Black Cross
- 1996 - Mortal Fear
- 1999 - Un gioco quieto (The Quiet Game), Piemme (ISBN 88-384-8580-1)
- 2001 - Ore di terrore (24 Hours), Piemme (ISBN 88-384-8299-3) - conosciuto anche come 24 ore di terrore
- 2001 - L'uomo che rubava la morte (Dead Sleep), Piemme (ISBN 88-384-8283-7)
- 2002 - La regola del buio (Sleep No More), Piemme (ISBN 88-384-4120-0)
- 2003 - Il progetto Trinity (The Footprints of God, o Dark Matter), Piemme (ISBN 88-384-8536-4)
- 2005 - La memoria del fiume (Blood Memory), Piemme (ISBN 978-88-384-8683-8)
- 2005 - Il pianto dell'angelo (Turning Angel), Piemme (ISBN 978-88-384-9868-8)
- 2006 - Il sorriso dei demoni (True Evil), Piemme (ISBN 978-88-384-9867-1)
- 2007 - Una faccenda privata (Third Degree), Piemme (ISBN 978-88-566-1149-6)
- 2009 - La notte non è un posto sicuro (The Devil's Punchbowl), Piemme (ISBN 978-88-566-2898-2)
- 2013 - Hard Listening: The greatest rock band ever (of authors) tells all, Coliloquy (ISBN 978-1-937804-26-8)
- 2014 - I segreti del padre (The Death Factory), Piemme, racconto (ISBN 978-88-585-1334-7)
- 2014 - L'affare Cage (Natchez Burning), Piemme (ISBN 978-88-566-4372-5)
- 2015 - L'albero delle ossa (The Bone Tree), Piemme (ISBN 978-88-566-5564-3)
- 2017 - Mississippi Blood, Piemme (ISBN 978-88-566-6235-1)
- 2020 - Cemetery Road, HarperCollins (ISBN 978-88-6905-546-1)

## Filmografia
- 2002 - 24 ore (Trapped) - basato sul romanzo Ore di terrore